# Paterna (Gerichtsbezirk)
Der Gerichtsbezirk Paterna ist einer der 18 Gerichtsbezirke in der Provinz Valencia.
Der Bezirk umfasst 4 Gemeinden auf einer Fläche von 56,43 km² mit dem Hauptquartier in Paterna.

## Gemeinden
| Gemeinde                 | Einwohner (2024) | Fläche km² | Dichte Einw./km² | Cod INE | Postleitzahl |
| ------------------------ | ---------------- | ---------- | ---------------- | ------- | ------------ |
| Burjassot                | 40.634           | 3,44       | 11.812           | 46078   | 46100        |
| Godella                  | 13.437           | 8,40       | 1.600            | 46135   | 46110        |
| Paterna                  | 74.822           | 35,85      | 2.087            | 46190   | 46980        |
| San Antonio de Benagéber | 10.630           | 8,74       | 1.216            | 46903   | 46184        |
| Gerichtsbezirk Paterna   | 139.523          | 56,43      | 2.472            | –       | –            |